# Golfo di Olbia
Il golfo di Olbia è una insenatura del mar Tirreno situato nella parte nord-orientale della Sardegna in provincia di Sassari. Ha forma di cono e prende il nome dall'omonima città che si trova sul vertice occidentale dell'insenatura.
Con una conformazione di un fiordo, il golfo è racchiuso tra capo Figari a nord e capo Ceraso a sud, comprendendo anche il golfo degli Aranci nei pressi dell'omonimo centro.
Da sempre considerato un eccellente riparo naturale per le imbarcazioni, soprattutto dai dominanti venti di maestrale provenienti da nord-ovest, il golfo si può dividere in due parti: quello esterno (verso il mare aperto) e quello interno separato dallo stretto della Bocca, dove è sito il porto commerciale dell'Isola Bianca.
Nel golfo sfocia il piccolo fiume Rio Padrogiano che forma un delta nei pressi delle saline, formando un perfetto habitat per diverse specie di uccelli acquatici.
All'interno del golfo, oltre all'isola di Figarolo, vi sono diversi piccoli isolotti, e sono l'isola Gabbia, l'isola di Mezzo, l'isola dei Cavalli, l'isola Manna, l'isola di Leporeddu e l'isola della Bocca, che assieme a diversi scogli affioranti non rendono semplice il passaggio e le manovre dei grandi traghetti commerciali, che hanno tuttavia un passaggio obbligato attraverso dei corridoi segnalati da boe luminose.
Grazie alle acque sempre quiete e alle idonee condizioni ambientali il golfo è sede di uno dei principali allevamenti di mitili d'Italia.

## Galleria d'immagini

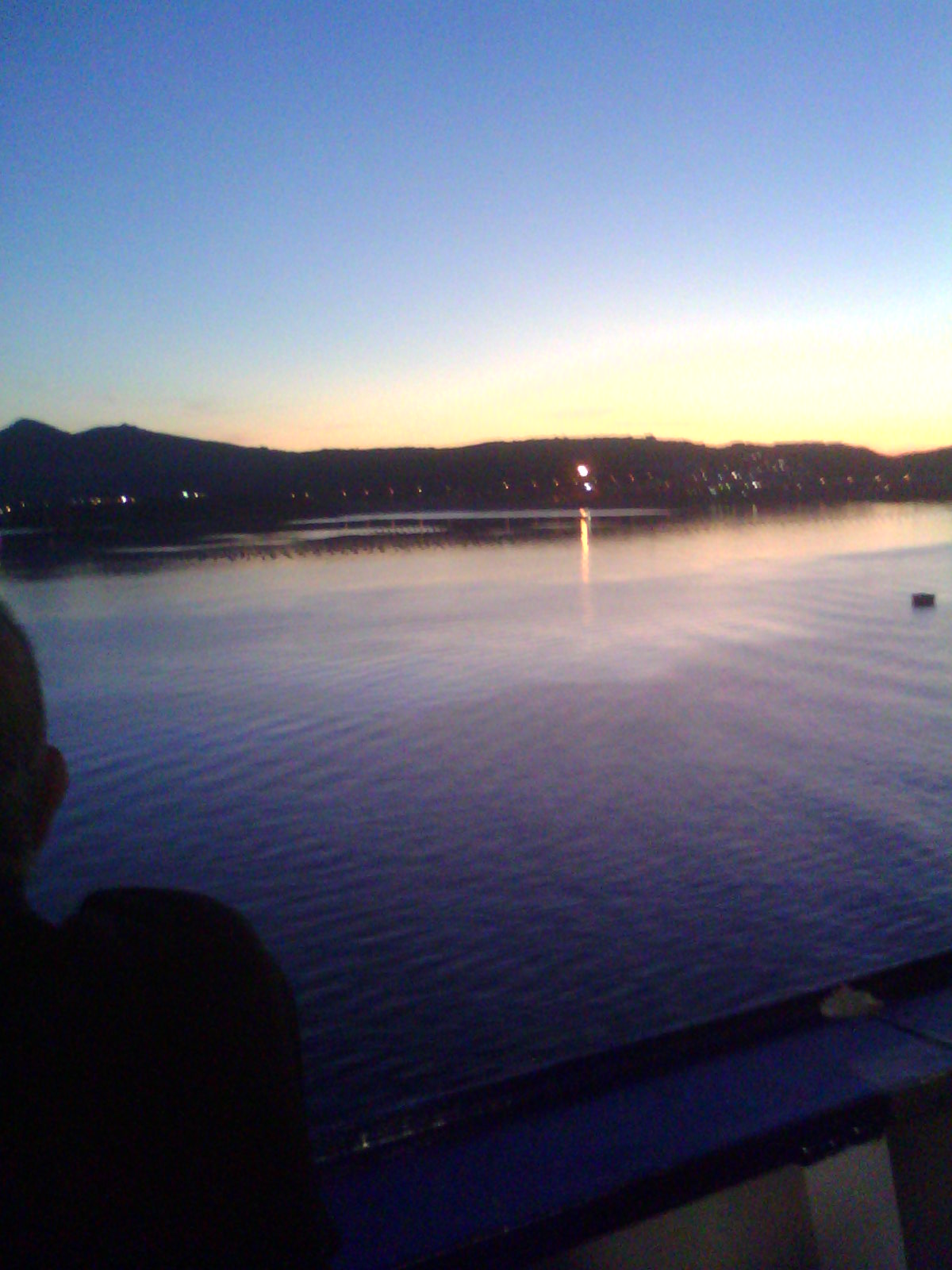
Il golfo all'alba
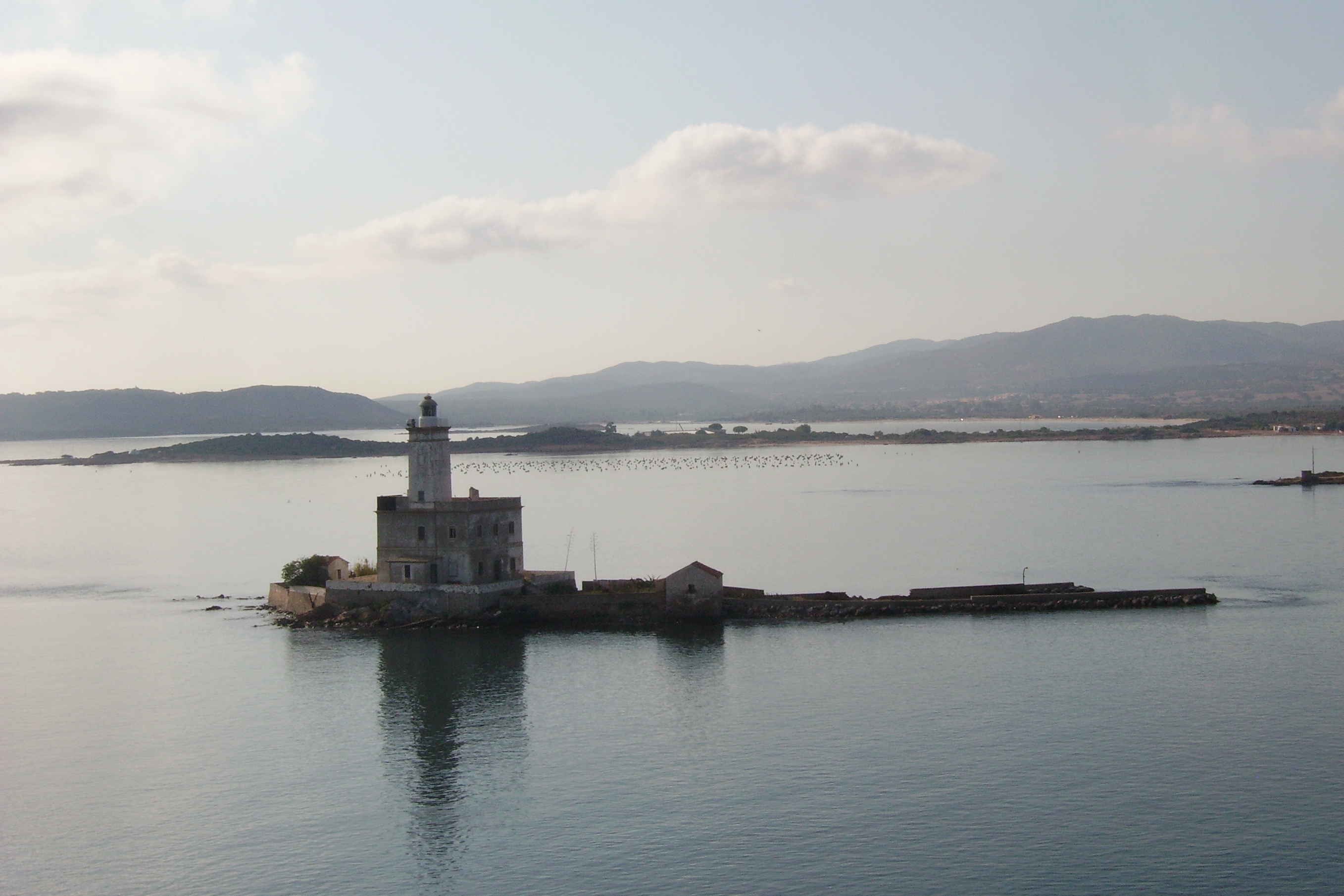
Il faro dell'isola della Bocca
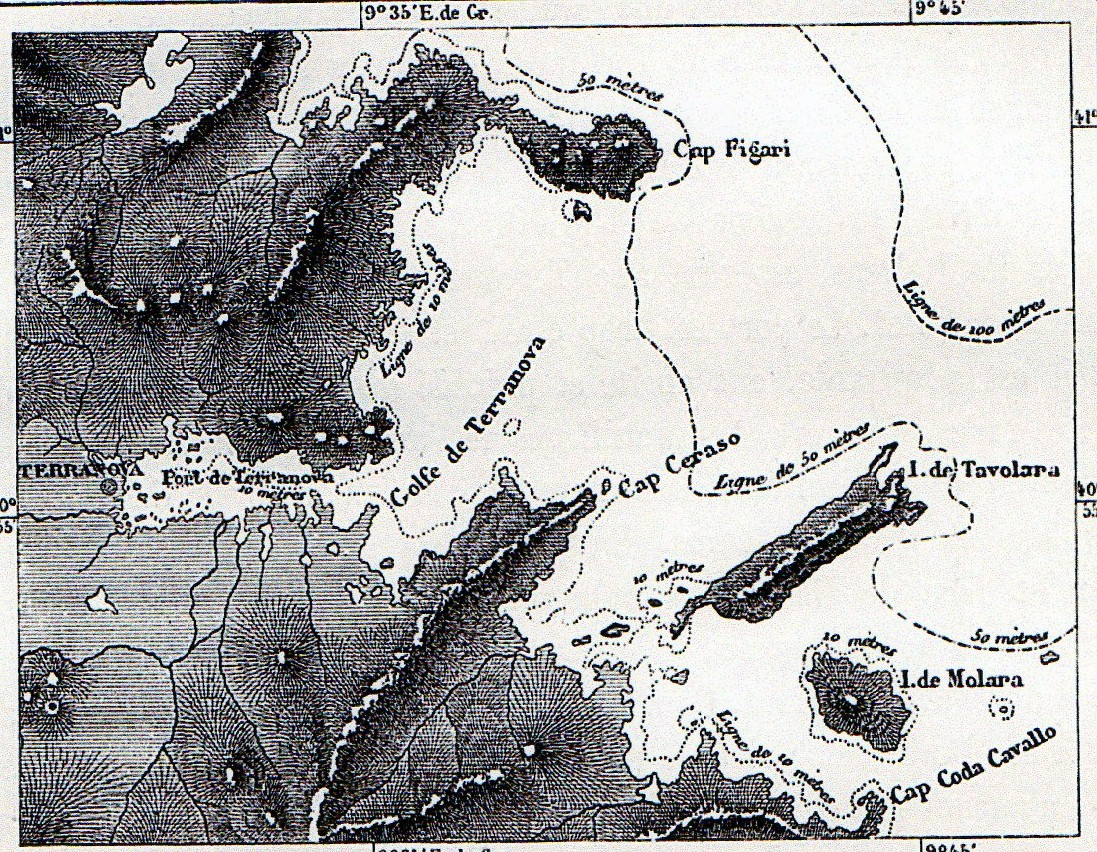
Antica cartina sul golfo di Terranova Pausania (oggi Olbia)